# Xinzo de Limia

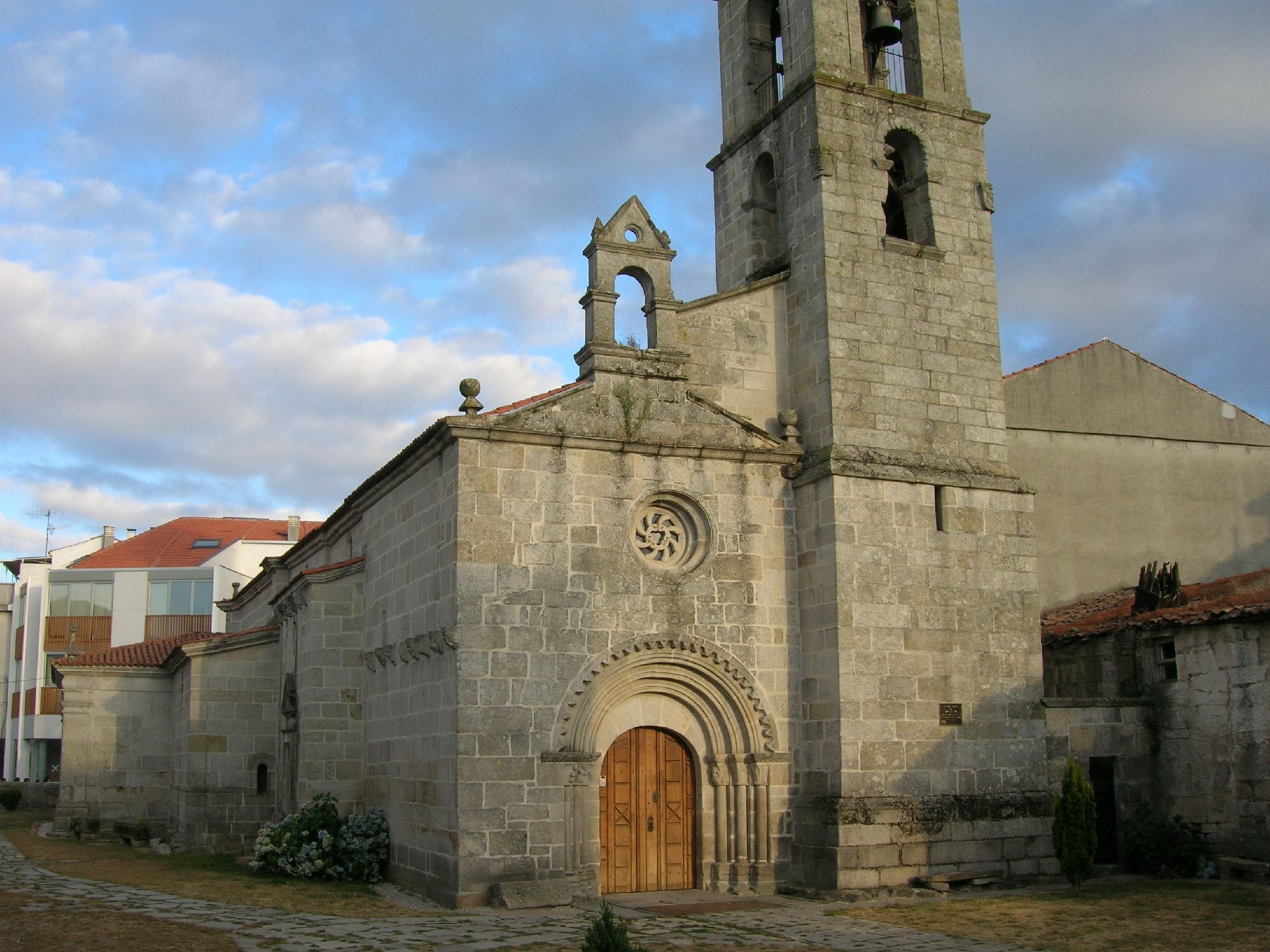
Igrexa de Santa Mariña

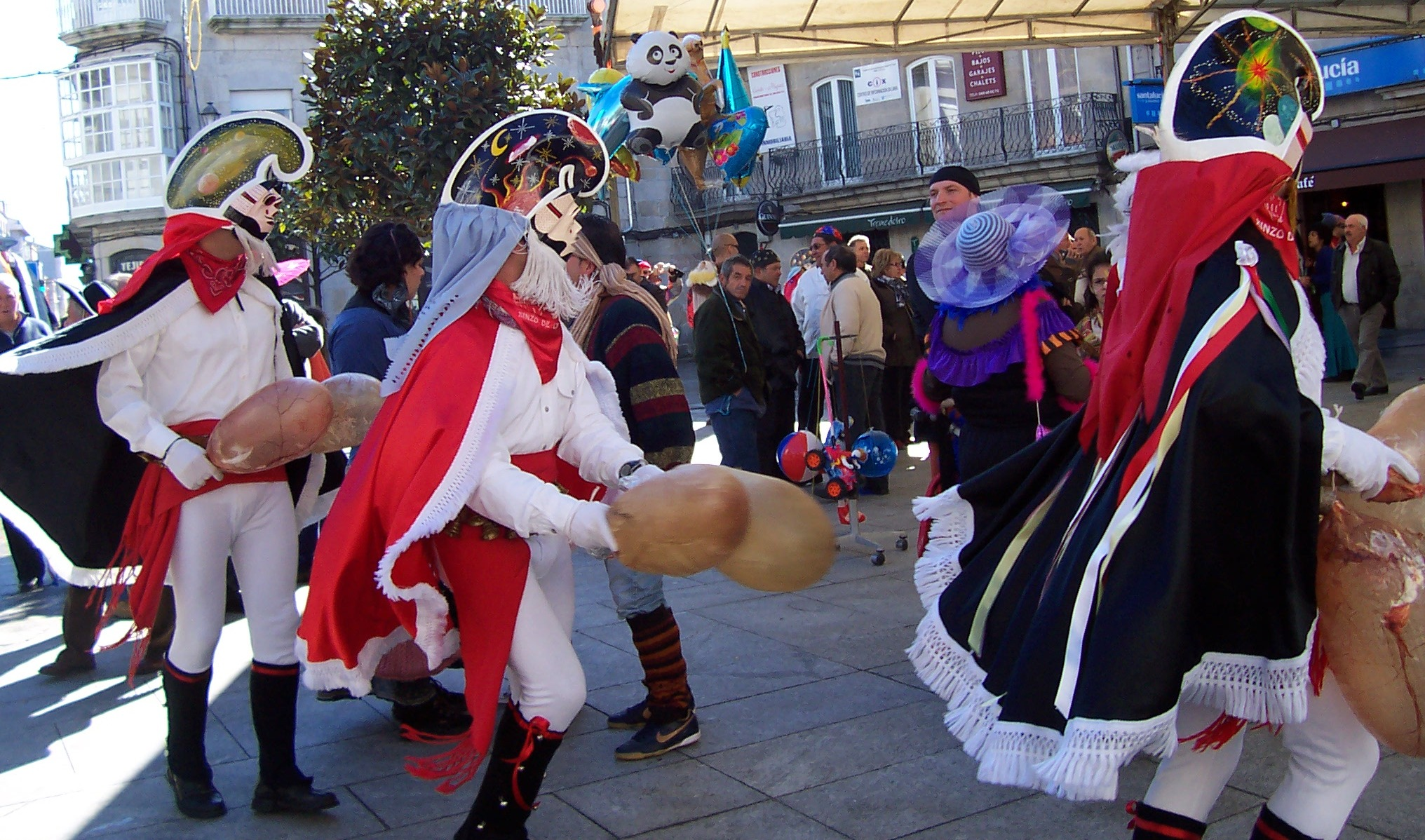
Entroido – Karneval

Xinzo de Limia ist eine Stadt im Nordwesten Spaniens. Sie liegt in der Provinz Ourense, innerhalb der Autonomen Region (Comunidad Autónoma) Galicia nahe der Grenze Portugals am Fluss Limia.

## Limia in der Antike
Mehrere klassische Autoren der Antike erwähnen die Legende, dass das Überqueren des Límia-Flusses mit totalem Gedächtnisverlust bestraft wurde. 138 v. Chr. setzte der römische Feldherr Decimus Iunius Brutus Callaicus dieser Legende ein Ende, indem er, als er den Fluss überquert hatte, die Namen all seiner Legionäre rezitierte.

## Bevölkerungsentwicklung
Legende: Ginzo de Limia___Ginzo de Limia + Moreiras___Xinzo de Limia + Moreiras

Quelle:INE-Archiv – grafische Aufarbeitung für Wikipedia

## Gemeindegliederung
Die Gemeinde Xinzo de Limia ist in 20 Parroquias gegliedert:
| Parroquias          | Patrozinium    | Einwohner 2024 | Fläche km² | Dichte Einw./km² | Höhe msnm | Ortskennzahl |
| ------------------- | -------------- | -------------- | ---------- | ---------------- | --------- | ------------ |
| Boado               | San Pedro      | 102            | 3,85       | 26               | 635       | 32032010000  |
| Cima de Ribeira     | San Miguel     | 32             | 3,81       | 8                | 738       | 32032020000  |
| Damil               | San Salvador   | 59             | 2,36       | 25               | 638       | 32032030000  |
| Faramontaos         | San Salvador   | 59             | 2,93       | 20               | 644       | 32032040000  |
| Ganade              | San Bartolomeu | 274            | 11,07      | 25               | 638       | 32032050000  |
| Gudín               | San Miguel     | 55             | 6,35       | 9                | 764       | 32032060000  |
| Guntimil            | San Xoán       | 79             | 3,17       | 25               | 674       | 32032070000  |
| Lamas               | Santa María    | 206            | 10,84      | 19               | 623       | 32032080000  |
| Laroá               | Santa María    | 147            | 6,79       | 22               | 640       | 32032100000  |
| Moreiras            | San Tomé       | 43             | 3,90       | 11               | 656       | 32032110000  |
| Morgade             | San Tomé       | 290            | 8,98       | 32               | 634       | 32032120000  |
| Mosteiro de Ribeira | Santa María    | 72             | 1,98       | 36               | 649       | 32032130000  |
| Novás               | San Nicolao    | 57             | 3,97       | 14               | 754       | 32032140000  |
| Parada de Ribeira   | San Salvador   | 145            | 4,49       | 32               | 641       | 32032150000  |
| A Pena              | San Pedro      | 153            | 9,94       | 15               | 628       | 32032160000  |
| Piñeira Seca        | Santo André    | 104            | 2,55       | 41               | 644       | 32032170000  |
| San Pedro de Laroá  | San Pedro      | 298            | 9,57       | 31               | 697       | 32032090000  |
| Seoane de Oleiros   | San Xoán       | 33             | 3,18       | 10               | 681       | 32032180000  |
| Solbeira de Limia   | San Pedro      | 106            | 12,58      | 8                | 0         | 32032190000  |
| Xinzo de Limia      | Santa Mariña   | 7.215          | 20,39      | 354              | 621       | 32032200000  |

## Wirtschaft und Infrastruktur
Xinzo ist eine Dienstleistungsstadt und ein wichtiges Einkaufszentrum an der Autobahn A-52 Vigo–Madrid. Es gibt mehrere kleine Industrien sowie Schweinemast- und Milchbetriebe. Xinzo gehört heute zu den größten spanischen Standorten für die Kartoffelchip-Produktion.
| Ackerbau, Viehzucht und Fischerei                                                  | 0404  | 011,93 |
| Industrie                                                                          | 0363  | 010,72 |
| Bauwirtschaft                                                                      | 0272  | 08,03  |
| Dienstleistungsbetriebe                                                            | 2.348 | 069,32 |
| Total                                                                              | 3.387 | 100,00 |
| * Daten aus dem Statistischen Amt für Wirtschaftliche Entwicklung in Galicien, IGE |       |        |

## Kultur und Sehenswürdigkeiten

### Bauwerke
- Igrexa de Santa Mariña – romanische Pfarrkirche

### Regelmäßige Veranstaltungen
- Entroido (Karnevalsfeier): Karnevalszug durch die Stadt mit hinter Masken verkleideten Junggesellen, die mit Schweinsblasen auf die Zuschauer einhauen
- Fiesta de la Santa Marina (18. Juli): Feier zur Ehre der Schutzpatronin Santa Marina
- Festa do Esquecemento (Tag der Vergesslichkeit, bezogen auf die römische Legende)[7]

## Söhne und Töchter der Stadt
- Cândido Lorenzo González (1925–2019), Ordensgeistlicher, Bischof von São Raimundo Nonato in Brasilien
- Iván Cabrera Trigo („Mister Universe 2008“)[8]
- Carlos Canal (* 2001), Radrennfahrer